# GRS 1124-683
Nguồn tia gamma và tia X GRS 1124-683, được phát hiện bởi nhiệm vụ Granat và Ginga, là một hệ thống chứa một ứng viên lỗ đen. Hệ thống này cũng có tên là X-ray Nova Muscae 1991 hoặc GU Muscae. Hai kính viễn vọng tia X quay quanh này đã phát hiện ra hệ thống này khi hệ thống tạo ra một vụ nổ tia X vào ngày 9/1/1991.

## Hệ thống lỗ đen
Đây là một trong một số hệ thống lỗ đen có khả năng được phân loại là tân tinh tia X. Một ngôi sao như vậy định kỳ tạo ra các tia X sáng, cùng với ánh sáng khả kiến và các dạng năng lượng khác.
Trong một hệ thống như vậy, một lỗ đen kéo khí từ bề mặt của một ngôi sao đồng hành. Khí tạo thành một đĩa mỏng xung quanh lỗ đen, được gọi là đĩa bồi tụ. Trong một sao X-quang, dòng khí khá mỏng và chậm, do đó đĩa bồi tụ vẫn tương đối mát và ít khí rơi vào lỗ đen.
Trong trường hợp của GU Muscae, lỗ đen có khối lượng lớn gấp 7 lần Mặt trời, trong khi thiên thể đồng hành lại to bằng 3/4 Mặt trời. Thiên thể đồng hành cũng mát hơn Mặt trời, do đó bề mặt của nó đỏ hơn và tổng độ sáng của ngôi sao chỉ bằng một phần ba so với Mặt trời. Các lớp bên ngoài của nó có lẽ đã bị thổi bay bởi vụ nổ siêu tân tinh đã sinh ra lỗ đen. Hai ngôi sao quay quanh nhau mỗi 10,4 giờ ở khoảng cách xấp xỉ 2 triệu dặm (3,2 triệu km).

## Quang phổ rực rỡ
Trong ngày 20-21 tháng 1 năm 1991, sự bùng nổ dẫn đến việc phát hiện ra nó, bức xạ được tạo ra bởi sự hủy diệt positron. Kính viễn vọng SIGMA trên tàu GRANAT đã phát hiện đường phát xạ biến tương đối hẹp gần 500 keV trong phổ.  Từ ngày 9 tháng 1 đến ngày 14 tháng 8 năm 1991, phổ có thành phần cứng mạnh kéo dài tới ∼300 keV.